# Comuna Mîhailîn, Kozeatîn
Mîhailîn (în ucraineană Михайлин) este o comună în raionul Kozeatîn, regiunea Vinnița, Ucraina, formată din satele Mîhailîn (reședința) și Șîroka Hreblea.

## Demografie
Componența lingvistică a satului Mîhailîn
     Ucraineană (98,01%)
     Rusă (1,7%)
     Alte limbi (0,07%)
Conform recensământului din 2001, majoritatea populației satului Mîhailîn era vorbitoare de ucraineană (98,01%), existând în minoritate și vorbitori de rusă (1,7%).